# Permanencia del objeto
La permanencia del objeto es la comprensión de que los objetos siguen existiendo aunque no puedan ser vistos, oídos o tocados. Este es un concepto fundamental estudiado en el campo de la psicología del desarrollo, la rama de la psicología que se ocupa del desarrollo de las capacidades sociales y mentales de bebés y niños. Todavía no hay consenso científico sobre cuando surge la comprensión de la permanencia del objeto en el desarrollo humano. Algunos investigadores sostienen que se adquiere en los primeros dos años de vida, mientras que otros creen que se trata de una comprensión innata o incorporada presente durante el nacimiento.
Jean Piaget, psicólogo suizo que estudió por primera vez la permanencia del objeto en los niños pequeños, sostuvo que es uno de los logros más importantes de un bebé, ya que sin esta compresión, los objetos no tienen una existencia independiente y permanente. En la teoría del desarrollo cognitivo de Piaget, los bebés desarrollan esta compresión a finales de la etapa sensomotora. Piaget pensaba que la percepción y entendimiento del mundo por parte del infante depende de su desarrollo motor, que es requerido para que el infante pueda vincular las representaciones visuales, táctiles y motoras de los objetos. De acuerdo con este punto de vista, es a través del tacto y la manipulación de objetos como los infantes desarrollan la permanencia del objeto.

## Primeras investigaciones
Jean Piaget, experto en desarrollo infantil, llevó a cabo experimentos que acumularon pruebas de comportamiento en los niños. Estudió la permanencia del objeto mediante la observación de las reacciones de infantes cuando se les presentaba un objeto o su juguete favorito y luego se escondía con una manta. La permanencia del objeto se considera uno de los primeros métodos de evaluación de la memoria de trabajo. Un infante que ha comenzado a desarrollar la permanencia del objeto podría alcanzar el juguete o tratar de agarrar la manta que cubre el juguete. Los infantes que aún no han desarrollado esta compresión pueden parecer confusos. Piaget interpreta estas señales de comportamiento como evidencia de la creencia de que el objeto había dejado de existir. Las reacciones de la mayoría de los niños que ya habían iniciado el desarrollo de la permanencia del objeto eran de frustración porque sabían que existía, pero no sabían dónde estaba. Sin embargo, la reacción de los niños que no habían comenzado el desarrollo de la permanencia del objeto era más bien ajena a todo. Si un infante buscaba el objeto, se asumía que él creía que el objeto todavía existía.
Piaget llegó a la conclusión de que algunos niños eran demasiado pequeños para entender la permanencia del objeto, lo que explicaba por qué no lloraban cuando sus madres se iban («fuera de la vista, fuera de la mente»). La falta del desarrollo de la permanencia del objeto puede llevar a errores A no B. Los niños mayores son menos propensos a cometer estos errores, ya que son capaces de comprender el concepto de permanencia del objeto en mayor medida que los infantes más pequeños. Sin embargo, los investigadores han encontrado que los errores A no B no siempre se presentan consistentemente. Además se llegó a la conclusión de que este tipo de error puede ser debido a un fallo en la memoria o al hecho de que los niños tienden a repetir un comportamiento motor anterior.

## Etapas

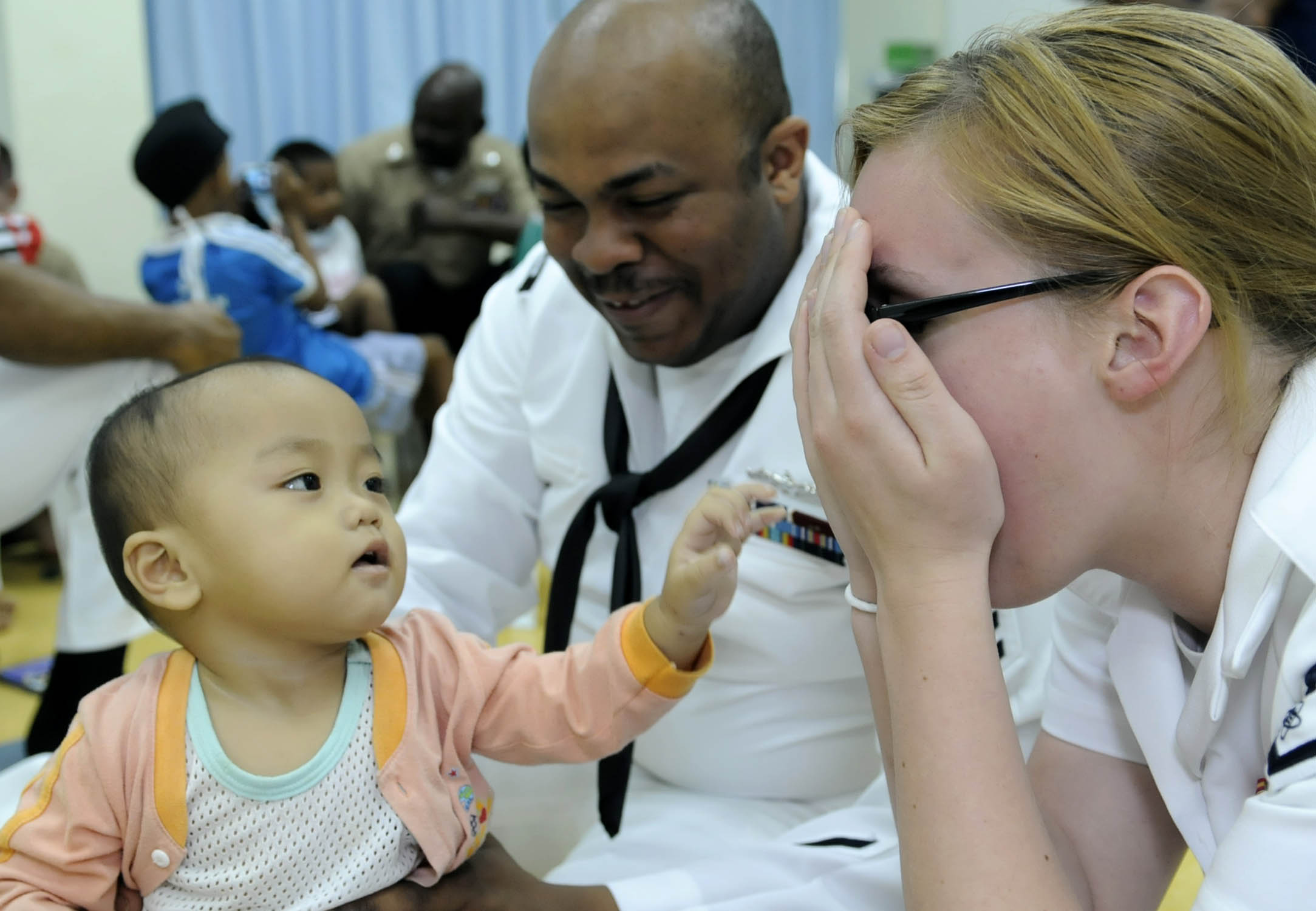
Cu-cu es un excelente ejemplo de una prueba de permanencia del objeto.

Existen seis etapas en el desarrollo de la permanencia del objeto:
- Del nacimiento al mes: Actividad refleja – Los bebés aprenden cómo el cuerpo puede moverse y trabajar. La visión es borrosa y los lapsos de atención son cortos. El bebé se limita a «ejercitar los reflejos innatos». Los tres logros principales de esta etapa son: chupar, seguimiento visual y cierre de la mano.
- Del mes a los 4 meses: Reacciones circulares primarias – Los bebés notan los objetos y comienzan a seguir sus movimientos. Continúan buscando un objeto donde estaba anteriormente, solo por unos minutos. «Descubren» sus ojos, brazos, manos y pies. Esta etapa está marcada por las respuestas a las imágenes y sonidos familiares y por las respuestas anticipatorias a los acontecimientos familiares (abrir la boca frente a una cuchara). Las acciones del menor son menos reflexivas, y comienza a surgir la intencionalidad. El infante descubre acciones que puede emitir y controlar que le proporcionan satisfacción.
- De los 4 a los 8 meses: Reacciones circulares secundarias – Los bebés alcanzan objetos parcialmente ocultos, lo que indica que existe el conocimiento de que el objeto sigue allí. Sin embargo, si un objeto está completamente oculto, el bebé no hace ningún intento de recuperarlo. El niño aprende a coordinar la visión y la comprensión. Las acciones son intencionales, pero el niño tiende a repetir acciones similares en el mismo objeto. El infante descubre que logra que sucedan cosas en los objetos a su alrededor y se repiten gracias a la satisfacción que producen.
- De los 8 a los 12 meses: Coordinación de las reacciones circulares secundarias – El niño comprende la causalidad. Surge la comprensión más temprana de la permanencia del objeto, y ahora es capaz de recuperar un objeto cuando observa que se ocultó. Esta etapa se asocia con el error A no B. Después de recuperar con éxito un objeto oculto en una posición (A), el niño no logra recuperarlo en una segunda posición (B). En esta etapa, el infante comienza a coordinar dos o más acciones para alcanzar un objetivo simple.
- De los 12 a los 18 meses: Reacciones circulares terciarias – El niño adquiere conocimientos medios-fines y es capaz de resolver problemas nuevos. Está ahora en condiciones de recuperar un objeto cuando se oculta varias veces dentro de su campo perceptual, pero no puede localizarlo cuando está fuera de éste. El niño crea métodos de operar para reproducir resultados en los objetos.
- De los 18 a los  24 meses: Resolución simbólica de problemas – El infante comprende a la perfección la permanencia del objeto. No comete errores A no B. Además, es capaz de entender cuando los objetos están ocultos en contenedores, es capaz de desarrollar una imagen mental, mantenerla en la mente y manipularla para resolver problemas, incluyendo problemas de permanencia del objeto que no se basan únicamente en la percepción. Ahora puede razonar dónde puede estar el objeto cuando se producen desplazamientos no visibles. Es capaz de resolver problemas sencillos, sin necesidad de «recurrir a experimentos de ensayo y error».

## Evidencia contradictoria
En años más recientes, la original permanencia del objeto piagetiana ha sido cuestionada por una serie de estudios, que sugieren que los infantes tienen un sentido claro de que los objetos existen aun cuando se pierdan de vista. Bower demostró la permanencia del objeto en bebés de tres meses de edad. Esto va en contra de las ideas de Piaget sobre las reacciones circulares secundarias, pues según Piaget los infantes no deben comprender la existencia de un objeto completamente oculto sino hasta los 8 - 12 meses de edad.
En 1992, Karen Wynn realizó un experimento en niños de cinco meses en los que creó un "evento posible" y un "evento imposible". Un objeto se coloca en una caja, una pantalla cubre el objeto y se coloca otro objeto, la mano que colocó el objeto sale vacía tras la pantalla; se crean dos eventos, uno posible: cae la pantalla y aparecen dos objetos (1+1=2) o uno imposible: cae la pantalla y aparece un objeto (1+1=¿1?). Reneé Baillargeon y Julie deVoss emplearon el modelo de habituación para determinar lo que los infantes conocían o desconocían de los objetos. En un experimento, Baillargeon habituó a los infantes al desplazamiento de 180° de una pantalla. Una vez habituados, se les mostraba a los infantes un bloque de madera con la cara de un payaso colocado tras la pantalla (el bloque era creado por efecto óptico de un espejo). En ese momento, Baillargeon creó dos eventos, uno posible: la pantalla se detiene al golpear el bloque, y uno imposible: la pantalla no se detiene al golpear el objeto.
Los bebés de tres meses y medio de edad muestran un mayor interés hacia el suceso imposible y mucha más habituación a un evento posible. Esto indica que pueden haber sido sorprendidos por el suceso imposible, lo que sugiere que recordaban no solo que los objetos todavía existían (permanencia del objeto), sino también su ubicación.
Existen principalmente cuatro discrepancias a la idea de Piaget:
- Independientemente de las incapacidades de los infantes, estos demuestran realmente la permanencia del objeto más pronto de lo que Piaget afirmó.[16]
- No hay acuerdo sobre los relativos niveles de dificultad que significan el uso de diversos tipos de cubiertas y posiciones de los objetos.[17]
- Un asunto de controversia es si la permanencia del objeto puede desarrollarse sin los actos motores que Piaget consideraba esenciales.[18]
- Se cuestionó la naturaleza de las inferencias que se pueden hacer a partir del error A no B. Los estudios que han contribuido a esta discusión han analizado la contribución de las limitaciones de memoria, de la dificultad con la localización espacial y de la dificultad en la represión de la acción motora de llegar a la ubicación A en el error A no B.[13]

Una crítica a la teoría de Piaget es que la cultura y la educación ejercen fuertes influencias sobre el desarrollo del niño, más de la que Piaget sostenía. Estos factores dependen de la cantidad de práctica proporcionada en su cultura durante los procesos de desarrollo como, por ejemplo, las habilidades de conversación.

## Estudios recientes
Una de las áreas de enfoque en la permanencia del objeto ha sido cómo discapacidades físicas u orgánicas (ceguera y sordera, parálisis cerebral) y discapacidades intelectuales (síndrome de Down) afectan el desarrollo de la permanencia del objeto. En un estudio que se realizó entre 1975 y 1976, los resultados mostraron que el único ámbito donde los niños con discapacidad intelectual sufrían más debilidades que los niños sin discapacidades fue en las líneas de interacción social. Otras tareas, como la imitación y las tareas de causalidad, se realizaron más débilmente por los niños con discapacidades. Sin embargo, la permanencia del objeto fue adquirida de manera similar, ya que no está relacionada con la interacción social.
Algunos psicólogos creen que «si bien la permanencia del objeto por sí solo no puede predecir el rendimiento comunicativo, la permanencia del objeto, junto con varios otros hitos sensoriales, juega un papel crítico en, e interactúa con, el desarrollo comunicativo de los niños con discapacidades severas». Esto se observó en 2006, en un estudio donde se reconoció el dominio completo de la permanencia del objeto como uno de los hitos que enlaza con la capacidad del niño para participar en la representación mental. Junto con la relación con la adquisición del lenguaje, la permanencia del objeto también se relaciona con el logro del autorreconocimiento. Este mismo estudio también se centró específicamente en los efectos que tiene el síndrome de Down en el desarrollo de la permanencia del objeto. Los investigadores encontraron que la razón por la que los niños que participaron tuvieron tanto éxito en la adquisición de la compresión de la permanencia del objeto, se debió a su fuerza social en la imitación. Otro factor que podría afectar a los niños con síndrome de Down es la voluntad del niño a cooperar.

## En animales
Los experimentos en primates no humanos sugieren que los monos pueden seguir el desplazamiento de objetos no visibles, que el desplazamiento no visible es representado en la corteza prefrontal y que el desarrollo de la corteza frontal está vinculado con la adquisición de la compresión de la permanencia del objeto. Diversas pruebas de infantes humanos son consistentes con esto. Por ejemplo, la formación de sinapsis en la corteza frontal alcanza el punto máximo durante la infancia humana, y algunos experimentos que usaron espectroscopia del infrarrojo cercano para recoger datos de neuroimagen de los niños sugieren que la actividad en la corteza frontal está asociada con la finalización exitosa de las tareas de la permanencia del objeto.
Sin embargo, en muchos otros tipos de animales se ha demostrado que existe la capacidad de comprender la permanencia del objeto: perros, gatos y algunas especies de aves como la Corvus corone y Pica pica. Los perros son capaces de alcanzar un nivel de comprensión de la permanencia del objeto que les permite encontrar alimento aun después de que ha estado oculto debajo de una o dos tazas y giradas 90°. Del mismo modo, los gatos son capaces de comprender la permanencia del objeto. Tanto los gatos como los perros e incluso algunas especies de simios como los monos lanudos muestran un nivel 5 de dominio de permanencia del objeto. El nivel 6, el máximo, parece que solo es alcanzado por ciertas especies de simios como los monos capuchinos. Un estudio longitudinal encontró que una corneja negra es capaz de alcanzar un nivel de comprensión de la permanencia del objeto comparable a la de los seres humanos. Sin embargo, los cuervos no fueron capaces de dominar una tarea, la tarea 15. Otro estudio examinó cuánto tiempo le llevó almacenar comida a una urraca (Pica pica) como para desarrollar la comprensión de la permanencia del objeto necesaria para ser capaz de vivir de manera independiente.